# Ferdinando Baldi
Ferdinando Baldi (Cava de' Tirreni, 9 de maig de 1927 - Roma, 17 de novembre de 2007) va ser un director i guionista italià.
Llicenciat en lletres, es va dedicar un temps a la docència. Després de conèixer el productor Tiziano Longo, va començar a tractar amb el cinema, col·laborant en alguns guions. Després de rodar la primera pel·lícula, va abandonar la docència.
Va rodar des de Spaghetti western fins a musicals, sense oblidar pel·lícules o comèdies mitològiques. Va tenir l'oportunitat de dirigir actors com Orson Welles a David e Golia (1960) i a I tartari (1961), Alan Ladd a L'espasa del vencedor (1961), Ben Gazzara a Afyon - Oppio (1972), l'ex-Beatles Ringo Starr a Blindman (1971) i Serena Grandi a La compagna di viaggio (1980).
Va col·laborar sovint amb els guionistes Franco Rossetti i Vincenzo Cerami.

## Filmografia seleccionada

### Com a director
- Il prezzo dell'onore (1953)
- Assi alla ribalta (1954)
- Ricordami (1955)
- Amarti è il mio destino (1957)
- David e Golia (1960)
- I tartari (1961)
- L'espasa del vencedor (Orazi e Curiazi) (1961)
- Sfida al re di Castiglia (1963)
- Taras Bulba il cosacco (1963)
- Il figlio di Cleopatra (1964)
- All'ombra delle aquile (1965)
- Il massacro della foresta nera (1966)
- Texas addio (1966)
- Io non protesto, io amo (1967)
- Rita a l'oest (Little Rita nel West) (1967)
- Preparati la bara! (1968)
- Odia il prossimo tuo (1968)
- Il pistolero dell'Ave Maria (1969)
- I pirati dell'isola verde (1969)
- Blindman (1971)
- Afyon - Oppio (1972)
- Una vita lunga un giorno (1973)
- Carambola (1974)
- Carambola, filotto... tutti in buca (1975)
- Geometra Prinetti selvaggiamente Osvaldo (1976)
- Get Mean (1976)
- Nove ospiti per un delitto (1977)
- L'inquilina del piano di sopra (1977)
- La ragazza del vagone letto (1979)
- La compagna di viaggio (1980)
- Comin' at Ya! (1981)
- El tesoro de las cuatro coronas (1982)
- L'autobús de guerra (Warbus) (1985)
- Un maledetto soldato (1988)
- Missione finale (1988)